# František Raboň
František Raboň jr (Praag, 26 september 1983) is een Tsjechisch voormalig wielrenner en mountainbiker.

## Carrière
Raboň begon zijn carrière in 2002 bij PSK-Remerx, dat in 2004 veranderde in PSK Whirlpool. In 2006 maakte hij een stap voorwaarts toen hij de overstap maakte naar het grotere T-Mobile Team, dat later bekendstond als Team High Road, Team Columbia en HTC. In 2012 verdween deze ploeg uit het peloton en vanaf dat seizoen kwam Raboň uit voor Team Omega Pharma-Quick Step.
In 2014 veranderde Raboň van discipline, hij reed sinds dat jaar aan voornamelijk Mountainbike marathons.
In januari 2015 kondigde Raboň op Twitter aan te stoppen met zijn professionele carrière.

## Palmares

### Mountainbiken
2014- 2 zeges
- 3e etappe Ride the Rock
- 3e etappe Cape Epic

### Wegwielrennen
2003- 2 zeges
- 6e etappe Baltyk-Karkonosze-Tour
- 3e etappe Zdár

2004- 2 zeges
- 9e etappe Ronde van Marokko
- 4e etappe Ronde van Slowakije

2005- 7 zeges
- Brno-Velka Bites-Brno
- Proloog, 2e en 3e etappe Lidice
- Eindklassement Lidice
- 1e etappe Malopolski Wyscig Gorski
- 4e etappe A Ronde van Slowakije
- Memoriał Andrzeja Trochanowskiego

2008- 1 zege
- Tsjechisch kampioen tijdrijden, elite

2009- 4 zeges
- 3e etappe Ronde van Murcia
- Proloog en 3e etappe (ploegentijdrit) Ronde van Romandië
- Tsjechisch kampioen tijdrijden, elite

2010- 3 zeges
- 4e etappe Ronde van Murcia
- Eindklassement Ronde van Murcia
- Tsjechisch kampioen tijdrijden, elite

2011- 1 zege
- 1e (Ploegentijdrit) etappe Ronde van Italië

2012- 1 zege
- 2e etappe B Tour de L'Ain (ploegentijdrit)

### Resultaten in voornaamste wedstrijden
| Jaar | Ronde van Italië | Ronde van Frankrijk | Ronde van Spanje |
| ---- | ---------------- | ------------------- | ---------------- |
| 2006 | 147e             |                     |                  |
| 2007 | 79e              |                     |                  |
| 2008 | 101e             |                     |                  |
| 2009 |                  |                     | 134e             |
| 2010 | 134e             |                     |                  |
| 2011 | opgave           |                     |                  |
| 2012 |                  |                     | 157e             |
| 2013 |                  |                     |                  |

| Jaar | Luik-Bast.‑Luik | Waalse Pijl |  | Wereldranglijsten |
| ---- | --------------- | ----------- |  | ----------------- |
| 2006 |                 |             |  |                   |
| 2007 |                 |             |  |                   |
| 2008 | opgave          |             |  |                   |
| 2009 | opgave          | 142e        |  | 157e (UWK)        |
| 2010 |                 |             |  |                   |
| 2011 |                 |             |  |                   |
| 2012 |                 |             |  |                   |
| 2013 |                 |             |  |                   |

Baumann ·
Bernucci ·
Burghardt ·
Davis ·
Gerdemann ·
Giling ·
Greipel ·
Guerini ·
Hontsjar ·
Ivanov ·
Kessler ·
Kirchen ·
Klier ·
Klöden ·
Kohl ·
Korff ·
Ludewig ·
Mazzoleni ·
Nardello ·
Pollack ·
Raboň ·
Rogers   ·
Schmitz ·
Schreck ·
Sevilla (tot 31/07) ·
Sinkewitz ·
Ullrich (tot 31/07) ·
Wesemann ·
Ziegler ·
Cavendish (stagiair) 
Barry ·
Baumann ·
Bernucci ·
Burghardt ·
Cavendish ·
Ciolek ·
Davis ·
Eisel ·
Gerdemann ·
Grabsch ·
Greipel ·
Guerini (tot 31/08) ·
Hammond ·
Hansen ·
Henderson ·
Hontsjar (tot 15/06) ·
Kirchen ·
Klier ·
Knaven ·
Korff ·
Merckx (tot 31/07) ·
Olsen ·
Piil ·
Pinotti ·
Raboň ·
Rogers ·
Schreck ·
Sinkewitz (tot 31/07) ·
Ziegler ·
Beima (stagiair) ·
Kljoejev (stagiair) ·
Stannard (stagiair) 
Barry ·
Boasson Hagen ·
Burghardt ·
Cavendish ·
Ciolek ·
Davis ·
Devine ·
Eisel ·
Gerdemann ·
Grabsch   ·
Greipel ·
Hammond ·
Hansen ·
Henderson ·
Hincapie ·
Kirchen ·
Klier ·
Knaven ·
Lewis ·
Löfkvist ·
Martin ·
Pinotti ·
Possoni ·
Raboň ·
Reynés ·
Rogers ·
Sieberg ·
Siwtsow ·
Wiggins ·
Dockx (stagiair)
Albasini ·
Barry ·
Boasson Hagen ·
Burghardt ·
Cavendish ·
Dockx ·
Eisel ·
Grabsch   ·
Greipel ·
Hansen ·
Henderson ·
Hincapie ·
Kirchen ·
Lewis ·
Löfkvist ·
Martin ·
Monfort ·
Pinotti ·
Possoni ·
Raboň ·
Renshaw ·
Reynés ·
Rogers ·
Sieberg ·
Siwtsow
Albasini ·
Bak ·
Cavendish ·
Dockx ·
Eisel ·
Ghyselinck ·
Goss ·
Grabsch ·
Greipel ·
Gretsch ·
Guldhammer ·
Hansen ·
Howard ·
Lewis ·
Martin ·
Monfort ·
Pinotti ·
Raboň ·
Renshaw ·
Reynés ·
Rogers ·
Roulston ·
Saramotins ·
Sieberg ·
Siwtsow ·
van Garderen ·
M. Velits ·
P. Velits
Albasini ·
Bak ·
Brammeier ·
Cavendish  ·
Degenkolb ·
Eisel ·
Fairly ·
Ghyselinck ·
Goss ·
Grabsch ·
Gretsch ·
Howard ·
Lewis ·
Martin   ·
Pate ·
Pinotti ·
Raboň ·
Rasmussen (tot 15/09) ·
Renshaw ·
Roulston ·
Siwtsow ·
Smukulis ·
van Garderen ·
M. Velits ·
P. Velits ·
Dempster (stagiair) ·
Norris (stagiair)
Bandiera · Boonen · Brammeier · Cataldo · Chavanel · Chicchi · Ciolek · De Weert · Devenyns · Fenn · Gołaś · Grabsch · Keisse · Kwiatkowski · Leipheimer · Maes · Martin     · Pauwels · Pineau · Raboň · Steegmans · Štybar · Terpstra · Trentin · Vandenbergh · Vandewalle · Van Keirsbulck · P. Velits · M. Velits · Vermote · Hoorne (stagiair) · Sénéchal (stagiair)